# STS-88
STS-88 (ang. Space Transportation System) – trzynasta misja wahadłowca Endeavour, w czasie której na orbitę dostarczony został drugi segment Międzynarodowej Stacji Kosmicznej – Unity.
Był to dziewięćdziesiąty trzeci lot w ramach programu lotów wahadłowców. Z lotem związana jest teoria spiskowa o Czarnym Rycerzu.

## Załoga
źródło
- Robert Cabana (4)* – dowódca
- Frederick „Rick” Sturckow (1) – pilot
- Nancy J. Currie (3) – specjalista misji 2
- Jerry Ross (6) – specjalista misji 1
- James Newman (3) – specjalista misji 3
- Siergiej Krikalow (4) – specjalista misji (Rosja)

*(liczba w nawiasie oznacza liczbę lotów odbytych przez każdego z astronautów)

## Parametry misji
- Masa:
  - startowa orbitera: 119 715 kg[2]
  - lądującego orbitera: 90 853 kg[2]
  - ładunku: 12 501 kg
- Perygeum: 388 km[5]
- Apogeum: 401 km[5]
- Inklinacja: 51,6°[5]
- Okres orbitalny: 92,4 min[5]

## Dokowanie do ISS
- Połączenie z ISS: 7 grudnia 1998, 02:07:00 UTC
- Odłączenie od ISS: 13 grudnia 1998, 20:24:30 UTC
- Łączny czas dokowania: 6 dni 18 godzin 17 minut 30 sekund

## Spacery kosmiczne
- J. Ross i J. Newman  – EVA 1
  - Początek EVA 1: 7 grudnia 1998 – 22:10 UTC
  - Koniec EVA 1: 8 grudnia – 05:31 UTC
  - Łączny czas trwania: 7 godzin 21 minut
- J. Ross i J. Newman  – EVA 2
  - Początek EVA 2: 9 grudnia 1998 – 20:33 UTC
  - Koniec EVA 2: 10 grudnia – 03:35 UTC
  - Łączny czas trwania: 7 godzin 2 minut
- J. Ross i J. Newman  – EVA 3
  - Początek EVA 3: 12 grudnia 1998 – 20:33 UTC
  - Koniec EVA 3: 13 grudnia – 03:32 UTC
  - Łączny czas trwania: 6 godzin 59 minut

## Cel misji
Pierwsza misja montażowa stacji kosmicznej ISS, umieszczenie na orbicie modułu Node-1 (zwanego też Unity), który został dołączony do rosyjskiego modułu Zaria (wyniesionego w listopadzie 1998 roku przy pomocy rakiety Proton).